# Stenopyga
Stenopyga es un género de mantis de la familia Mantidae.

## Especies
Las especies que conforman este género son:
- Stenopyga belinga
- Stenopyga casta
- Stenopyga extera
- Stenopyga ipassa
- Stenopyga orientalis
- Stenopyga reticulata
- Stenopyga rhodesiaca
- Stenopyga tenera
- Stenopyga usambarica
- Stenopyga ziela